# José Montero y Vidal
José Antonio Julián Montero y Vidal (Gérgal, Almería, 28 de enero de 1851 - ¿?, siglo XX) fue un escritor, historiador, geógrafo y político español. Ocupó diversos cargos en las provincias españolas de Ultramar de Filipinas y Cuba, y escribió abundantemente sobre aquellas.

## Biografía
Nació en 1851 en la localidad almeriense de Gérgal, más concretamente en el barrio de La Concepción, y fue bautizado en el mismo pueblo. Sus raíces familiares se hunden en Andalucía Oriental, pues padres y abuelos son originarios de Gérgal, las Alpujarras o la capital almeriense. 
Siendo joven marchó a Madrid para estudiar jurisprudencia, entrando más tarde a trabajar como empleado del Ministerio de Fomento y Ultramar. A partir de 1868 comenzó su carrera como funcionario del Estado en las colonias de ultramar, ocupando muy diversos puestos y cargos, desde aforador de tabacos y contable hasta administrador de correos, hacienda y aduana, llegando a ocupar puestos de alcalde mayor, juez de primera instancia o, en 1875, gobernador civil, en diversas provincias coloniales del Imperio Español, como las de Ilocos Norte, Ilocos Sur, Cebú y Balacán en Filipinas o la de Santa Clara en Cuba, adonde se encuentra en 1896.
Posiblemente en el ínterin entre su vuelta de Filipinas y su marcha a Cuba, casó en Murcia con Carolina Marín-Baldo Burgueros, con la que tuvo cuatro hijos: Carlos, Josefina Catalina (nacida en Madrid en 1891), María (nacida en Madrid en 1894) y Victoria (nacida también en Madrid, en 1895). El año del nacimiento de su primera hija, se le concede la Cruz de Oro de 3.ª clase de la Orden del Mérito Militar. Su hija Josefina Catalina casó en Valencia en 1927 a Karl Johann Volkmann.
Nueve meses después de enviudar, en febrero de 1917, volvía a casarse, esta vez con Mary Catherine Blanche Margaret Nettement, nacida en 1875 en Glasgow e hija del cónsul británico en París Francois Marie Vincent Nettement, a la que llevaba veinticuatro años de diferencia. Vivieron en la capital francesa y tuvieron un hijo.

## Obra
José Montero y Vidal desarrolló una obra ensayística y literaria centrada en la historia, geografía y etnografía de las Filipinas, ámbito en el que destacó como uno de los mayores especialistas del último tercio del siglo XIX; no en vano fue miembro correspondiente de la Real Academia de Historia. Varias de sus obras fueron declaradas de utilidad para el Ejército y premiadas en la Exposición General de 1887 y son aún hoy referencia de la literatura escrita en español en Filipinas:
- Cuentos filipinos 1.ª ed., Madrid, 1876. 2.ª ed., Madrid, 1883. 321 págs. Con títulos como "Enriqueta" o "El payo de Chang-Chuy".
- La bolsa, el comercio y las sociedades mercantiles. Madrid, 1882-1884. 5 eds. 262 págs.
- El cólera en 1885. Madrid, 1885. 2 eds. 144 págs.
- El archipiélago filipino y las islas Marianas, Carolinas y Palaos. Su historia geográfica y estadística. Madrid, 1886. 2 eds. 512 págs. 2 mapas.
- Historia general de Filipinas desde el descubrimiento de dichas islas hasta nuestros días. Madrid, 1887-1895. 2 eds. 606 págs. Medalla de Oro en la Exposición General de 1887.
- Historia de la piratería malayo-mahometana en Mindanao, Joló y Borneo. Madrid, 1888. 4 eds. Medalla de Oro en la Exposición General de 1887.
- Obras: novelas cortas, monografías, artículos literarios, poesías, retrato del autor. 1889.